# 帕尼西耶尔
帕尼西耶尔（法語：Panissières，法語發音：[panisjɛʁ]）是法国卢瓦尔省的一个市镇，位于该省东部，属于蒙布里松区。帕西尼耶尔在十九世纪末是卢瓦尔省境内重要的纺织业中心城市。1889至1924年间，帕尼西耶尔市区内设有单轨交通（Monorail）。

## 地理
帕尼西耶尔（45°47'29"N, 4°20'33"E）面积26.71 平方千米，位于法国奥弗涅-罗讷-阿尔卑斯大区卢瓦尔省，该省份为法国中南部省份，北起顺时针与索恩-卢瓦尔省、罗讷省、伊泽尔省、阿尔代什省、上盧瓦爾省、多姆山省和阿列省接壤。
与帕尼西耶尔接壤的市镇（或旧市镇、城区）包括：维奥莱、维勒舍内沃、科唐斯、埃塞蒂讷昂东济、雅镇、蒙沙勒、萨尔维济内。

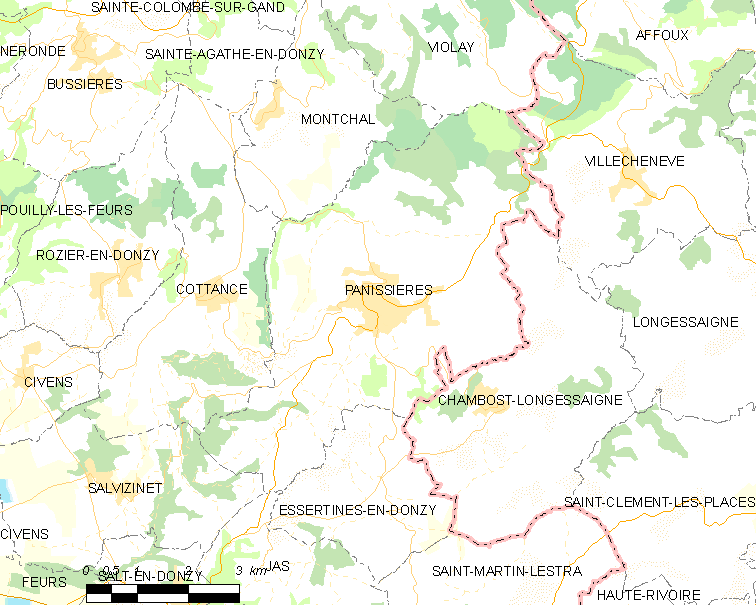
帕尼西耶尔的OSM定位图

帕尼西耶尔的时区为UTC+01:00、UTC+02:00（夏令时）。

## 行政
帕尼西耶尔的邮政编码为42360，INSEE市镇编码为42165。

## 政治
帕尼西耶尔所属的省级选区为弗尔县。

## 人口

1962-2008年间帕尼西耶尔人口变化图示

帕尼西耶尔于2022年1月1日时的人口数量为2882人。